# مايكل هيرست
مايكل هيرست (بالإنجليزية: Michael Hurst)‏ هو كاتب سيناريو ومخرج وممثل نيوزلندي، ولد في 20 سبتمبر 1957 في المملكة المتحدة.

## أعمال

### أفلام
- (2016) مفارقة

### مسلسلات
- الرحلات الأسطورية

## وصلات خارجية
- مايكل هيرست على موقع IMDb (الإنجليزية)
- مايكل هيرست على موقع ألو سيني (الفرنسية)
- مايكل هيرست على موقع أول موفي (الإنجليزية)
- مايكل هيرست على موقع قاعدة بيانات الأفلام السويدية (السويدية)
- مايكل هيرست على موقع قاعدة بيانات الفيلم (الإنجليزية)
- مايكل هيرست على موقع كينوبويسك (الروسية)